# Ландер (Вајоминг)
Ландер (енгл. Lander) град је у америчкој савезној држави Вајоминг.

## Демографија
По попису из 2010. године број становника је 7.487, што је 620 (9,0%) становника више него 2000. године.
| Група             | 2000.         | 2010.         |
| Белци             | 6.103 (88,9%) | 6.372 (85,1%) |
| Афроамериканци    | 10 (0,1%)     | 14 (0,2%)     |
| Азијати           | 22 (0,3%)     | 45 (0,6%)     |
| Хиспаноамериканци | 239 (3,5%)    | 362 (4,8%)    |
| Укупно            | 6.867         | 7.487         |